# Жданович Інокентій
Жданович, чернече ім'я Інокентій (рік народження невідомий — 1731, Новопечерський Свенський монастир, біля міста Брянськ, тепер РФ) — ігумен.

## Біографія
Навчався в Києво-Могилянській академії, по закінченні якої прийняв чернечий постриг у Києво-Печерській лаврі, де проходив різні послушенства і згодом став ієромонахом. Адміністрація Києво-Печерської Лаври призначила Ждановича ігуменом до одного зі своїх приписних монастирів — Дятловицького Спасо-Преображенського, що містився на території тогочасної Речі Посполитої (тепер Республіка Білорусь). 18 березня 1722 Жданович скаржився архімандриту Києво-Печерської Лаври Й. Сенютовичу на утиски католиків і греко-католиків. До скарги додав копію прохання на ім'я повноважного російського посла при польському дворі М. П. Бестужева-Рюміна, завізовану Слуцьким архімандритом Феодосієм Волковичем та ігуменом Пінського Братського монастиря Каріоном, в якому вони свідчили про насильницьке захоплення греко-католицьким єпископом Пінським і Туровським Феофілом Годебським Пінського Братського Куп'ятицького і Новодворського православних монастирів.
20 квітня 1728 Ждановича призначили намісником приписного до Києво-Печерської Лаври монастиря — Новопечерського Свенського поблизу Брянська, де він невдовзі помер. Після його смерті залишилися книги латинською, польською і слов'янською мовами. Як свідчив лаврський ієромонах Антоній, цими книгами Жданович користувався під час перебування в Дятловичах. В особистому зібранні Ждановича значилися, зокрема, «Євхологіон» («Служебник») і «Требник» на «латинскім і греческім диалекте» (з поміткою бібліотеки Києво-Печерської Лаври), книги польською мовою «Казання на все недели» (в двох примірниках) і «Скарга», яку Жданович перед смертю заповідав бібліотеці Києво-Печерської Лаври.